# Pedesina

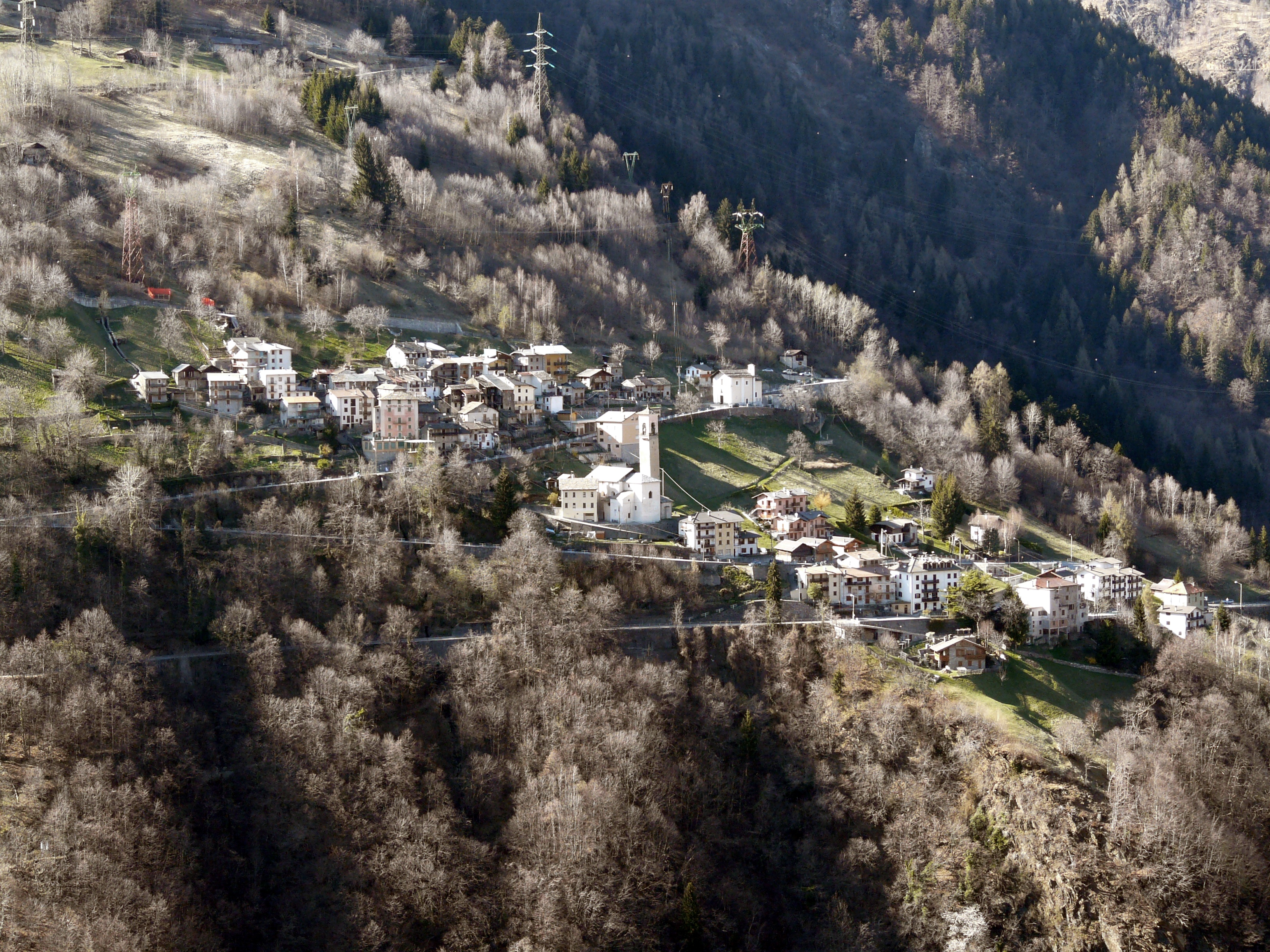
Pedesina

Pedesina is een gemeente in de Italiaanse provincie Sondrio (regio Lombardije) en telt 34 inwoners (2011). De oppervlakte bedraagt 6,25 km², de bevolkingsdichtheid is 5,44 inwoners per km². Het is de minst bevolkte gemeente van Italië.

## Demografie
Pedesina telde ongeveer 19 huishoudens. Het aantal inwoners steeg in de periode 1991-2001 met 3,0% volgens cijfers uit de tienjaarlijkse volkstellingen van ISTAT.
| Jaar | Inwoneraantal |
| ---- | ------------- |
| 1991 | 33            |
| 2001 | 34            |

## Geografie
Pedesina grenst aan de volgende gemeenten: Bema, Gerola Alta, Premana (LC), Rasura, Rogolo.
Albaredo per San Marco · Albosaggia · Andalo Valtellino · Aprica · Ardenno · Bema · Berbenno di Valtellina · Bianzone · Bormio · Buglio in Monte · Caiolo · Campodolcino · Caspoggio · Castello dell'Acqua · Castione Andevenno · Cedrasco · Cercino · Chiavenna · Chiesa in Valmalenco · Chiuro · Cino · Civo · Colorina · Cosio Valtellino · Dazio · Delebio · Dubino · Faedo Valtellino · Forcola · Fusine · Gerola Alta · Gordona · Grosio · Grosotto · Lanzada · Livigno · Lovero · Madesimo · Mantello · Mazzo di Valtellina · Mello · Menarola · Mese · Montagna in Valtellina · Morbegno · Novate Mezzola · Pedesina · Piantedo · Piateda · Piuro · Poggiridenti · Ponte in Valtellina · Postalesio · Prata Camportaccio · Rasura · Rogolo · Samolaco · San Giacomo Filippo · Sernio · Sondalo · Sondrio · Spriana · Talamona · Tartano · Teglio · Tirano · Torre di Santa Maria · Tovo di Sant'Agata · Traona · Tresivio · Val Masino · Valdidentro · Valdisotto · Valfurva · Verceia · Vervio · Villa di Chiavenna · Villa di Tirano
1. ↑  https://demo.istat.it/?l=it.